# San Miguel Adentro 1ra. Sección
San Miguel Adentro 1ra. Sección är en ort i Mexiko.   Den ligger i kommunen Jalapa och delstaten Tabasco, i den sydöstra delen av landet, 700 km öster om huvudstaden Mexico City. San Miguel Adentro 1ra. Sección ligger 15 meter över havet och antalet invånare är 552.
Terrängen runt San Miguel Adentro 1ra. Sección är mycket platt. Runt San Miguel Adentro 1ra. Sección är det ganska tätbefolkat, med 56 invånare per kvadratkilometer. Närmaste större samhälle är Macuspana, 13,1 km öster om San Miguel Adentro 1ra. Sección. Trakten runt San Miguel Adentro 1ra. Sección består till största delen av jordbruksmark.